# El principio del fin
El principio del fin (título original en inglés: The Beginning of the End) es el primer episodio de la cuarta temporada de la serie Lost, de la cadena de televisión ABC. El episodio está escrito por el cocreador de la serie, Damon Lindelof, y por el productor ejecutivo Carlton Cuse, y dirigido por Jack Bender. Fue emitido originalmente el 31 de enero de 2008 en Estados Unidos y Canadá, reuniendo una audiencia media de 16,137 millones de espectadores.
La narración del episodio tiene lugar el 21 de diciembre de 2004, 91 días después de que el Vuelo 815 de Oceanic Airlines se estrellara en la isla. Desmond Hume llega a la playa y advierte a los supervivientes sobre el mensaje que Charlie Pace le dio antes de morir y en el cual decía que el barco de Naomi Dorrit no había sido enviado por Penny, la novia de Desmond, como ella había dicho. 

## Trama

### En la isla
Desmond angustiado lleva a los sobrevivientes en la playa el mensaje final de Charlie: el carguero que se acerca, no es un barco de Penny. Sawyer está a punto de advertir a Jack sobre la radio, pero Sayid le aconseja no hacerlo, pues cree que los recién llegados podrían supervisar sus comunicaciones; Hugo termina la discusión, tomando la radio y lanzándola al océano. La gente en la playa acude a una cita para reunirse con Jack.
Mientras tanto, Naomi, gravemente herida pero viva, se ha arrastrado lejos en la selva y Jack vacila en revelar esta información a la gente en el barco. Le cuenta a Kate que se prepone matar a Locke, después le pide que regrese a la playa, mientras que él y Danielle tratan de encontrar Naomi. Llevan a Ben, pues Jack no quiere tenerlo fuera de su vista. Naomi trata de borrar el rastro de sangre y colocar trampas. Kate decide no ir con los otros sobrevivientes, roba a Jack el teléfono satelital y se dedica seguir a la mujer herida. Naomi acecha a su perseguidora y le pone un cuchillo en la garganta, exigiendo saber por qué la atacaron. Kate le explica que Locke no es ya parte del grupo. Naomi entra en contacto con el carguero y explica su ausencia por la herida sufrida al lanzarse en paracaídas y envía un mensaje de amor para su hermana, entonces se le ve morir. 
Hugo observa de lejos cómo los sobrevivientes dejan la playa y encuentra una cabina misteriosa. Él mira en la ventana y ve una figura en una silla oscilante. Se aleja, pero se encuentran más adelante frente a la misma cabina. Cierra sus ojos y cuando los abre, ya no la ve. Un momento más adelante, Locke lo encuentra.
Hugo y Locke se encuentran con Sawyer, Juliet, Bernard, Jin, Sayid y Desmond; pronto se les unen ensamblados Claire, Aaron, Rose, Sun, Alex, Karl y el resto de los sobrevivientes. Hurley le cuenta a Claire que Charlie murió. 
Danielle, Ben, Jack y Kate llegan; Jack golpea a Locke, lo tumba y toma su arma. Locke le dice que no le disparará, Jack tira del gatillo, pero el arma no dispara. Locke asegura a los náufragos que están en gran peligro, y sugiere que vayan a refugiarse a la barraca. Jack rechaza esta idea como insana, pero Hugo la apoya, argumentando la advertencia de Charlie. Hugo, Claire, Aaron, Danielle, Ben, Alex, Karl y Sawyer, además de algunos de los demás sobrevivientes, optan por seguir a Locke y van con él. El grupo, amigos, familiares, enemigos y extraños deben seguir trabajando juntos contra el cruel clima y el duro terreno si quieren seguir vivos.
Jack y Kate se quedan con Sayid, Bernard, Rose, Desmond, Jin y Sun y pronto oyen un helicóptero y ven a un hombre lanzarse en paracaídas y van a localizarlo. Tropiezan con el paracaidista, que se está quitando su casco, él los mira y pregunta "¿Es usted Jack". El episodio finaliza.

### Flashfoward
Hugo "Hurley" Reyes es perseguido por la policía y es acorralado tras estrellar su coche contra una pared. Rápidamente los policía le detienen, mientras él grita que es uno de los Seis del Oceanic. Durante su interrogatorio en la comisaría, Hurley comienza a tener alucinaciones en las que ve a un hombre (Charlie Pace) nadando hacia la ventana de la sala y esta se rompe inundándolo todo. 
Poco después es llevado a un psiquiátrico por petición propia, donde recibe la visita de un hombre llamado Matthew Abaddon y que dice ser abogado de la compañía Oceanic Airlines. Sin embargo, Hurley comienza a sospechar de él durante la conversación y al pedirle una tarjeta que lo identifique, Abbadon dice que la ha olvidado y le pregunta si aún siguen vivos; a Hurley le entra pánico y comienza a gritar que Abbadon viene por él, pero rápidamente, el hombre se marcha.
En el siguiente flashforward, otro interno advierte a Hugo que alguien lo está mirando; él observa y ve a Charlie, que intenta calmarlo tras la sorpresa que le causa ver a una persona muerta. Tienen una breve conversación, en la cual Charlie confirma que él sabía que él iba a morir pero que no se lo dijo a Hugo porque quería ahorrarle angustias. Entonces Charlie le ruega a Hugo diciendo "ellos te necesitan, no huyas". Hugo no desea oír esto, cierra los ojos y cuenta hasta cinco, mientras que su difunto amigo suspira. Cuando Hugo abre los ojos, Charlie ha desaparecido.
En el último flashforward, Hugo está jugando al baloncesto cuando Jack llega a visitarlo, diciéndole que tan sólo desea saber cómo está y le cuenta que está pensando dejarse crecer la barba para no ser reconocido. Hugo considera que el motivo real de la visita real es otro y le dice: "¿has venido a preguntarme si iba a contarlo?". Jack le responde "¿Lo contarás?", le responde. Hugo le pasa balón y le dice, "es tu turno". Jack decide irse… pero Hugo le pide excusas y afirma que está apenado por haber seguido a Locke. Entonces Hugo sugiere que necesitan regresar a la isla. Jack enfáticamente dice que "no" y se va.

## Casting
Durante las audiciones de personajes, fueron asignados temporalmente nombres, ocupaciones y escenas falsos, para limitar la fuga de spoilers. De este modo, se dijo que el actor Lance Reddick iba a interpretar a "Arthur Stevens, un despiadado reclutador corporativo", en lugar de a Matthew Abbadon. Las palabras "Matthew" y "Abaddon" fueron reveladas como palabras clave en el juego de realidad alternativa creado por los productores de Lost antes del inicio de la cuarta temporada, Find 815. Los guionistas afirmaron que escogieron el apellido del personaje después de leer el artículo de la Wikipedia sobre Abaddon, que significa “destrucción” o “perdición”. Los guionistas y productores Damon Lindelof y Carlton Cuse se interesaron en Reddick para interpretar el papel del Sr. Eko en la segunda temporada, sin embargo, él estaba ocupado en la comedia de la cadena HBO, The Wire.
Jeremy Davies, que tan solo aparece unos segundos en la escena final de este capítulo, iba a interpretar durante las audiciones a un “brillante matemático” llamado Russell. Tras el casting, se reveló que el verdadero papel de Davies sería el de Daniel Faraday, un científico y profesor de la Universidad de Oxford, obsesionado con los misterios. Su nombre está relacionado con el famoso físico inglés Michael Faraday, que descubrió la relación que había entre el magnetismo y los rayos de luz, y como uno podía afectar a los otros.

## Producción
El título del episodio, escogido entre varios propuestos, hace referencia a una frase pronunciada por Benjamin Linus en el último episodio de la tercera temporada, "A través del espejo", en la que el líder de los Otros advierte a Jack Shephard sobre el peligro de contactar con el carguero de Naomi Dorrit, hecho que supondría "el principio del fin". La grabación comenzó el 17 de agosto de 2007. Es el primer episodio de inicio de temporada cuyos flashbacks o flashforwards no se centran en Jack Shephard, sino en Hugo Reyes. El actor Jorge García confesó que sintió "un poco de presión" debido al papel principal que tenía su personaje en el episodio. En la institución mental, el dibujo que está haciendo Hurley de un esquimal junto a un iglú, fue hecho por el propio García durante la grabación de la escena. Cuando el episodio fue emitido, Christian Shephard, padre de Jack, es el que aparece sentado en el interior de la cabaña del jefe de los Otros, Jacob; sin embargo, la escena se grabó también con Jorge García sustituyendo a John Terry (intérprete de Christian Shephard), para evitar filtraciones de la trama. La escena en la que aparece Charlie Pace nadando, fue filmada semanas después que el resto del episodio, a finales de noviembre de 2007, durante la producción del episodio "Te presento a Kevin Johnson" y los mobisodios Lost: Missing Pieces. La escena fue filmada con el doble Jake Kilfoyle en los escenarios que habían sido utilizados anteriormente para los dos últimos capítulos de la tercera temporada.

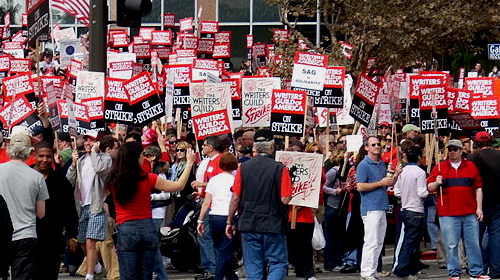
La huelga de guionistas causó cambios en la programación de Lost.

Debido a la huelga de guionista en Hollywood, la producción de la cuarta temporada de Lost estuvo en suspenso durante un tiempo. Para sacar más partido a la temporada, los encargados de la serie pretendían no emitir los ocho episodios que se habían completado hasta entonces, pero la ABC se opuso y anunció que "El principio del fin" sería emitido a finales de enero de 2008, con independencia del momento en que la huelga finalizara. De esta forma, los productores hicieron que el episodio ocho, titulado "Te presento a Kevin Johnson", acabara con un cliffhanger que no se resolvería hasta después de la huelga. La emisión original del episodio fue precedida por un recopilatorio titulado "Lost:Pasado, presente y futuro".